# Зыонг Чыонг Тхьен Ли
Зыонг Чыонг Тхьен Ли (вьет. Dương Trương Thiên Lý, род. 10 июня 1989 года) — вьетнамская актриса, модель и участница конкурсов красоты. Тхьен Ли — вторая вице-мисс конкурса Мисс Вьетнам Вселенная 2008 и представительница Вьетнама на конкурсе Мисс Мира 2008 года.

## Биография
Тхьен Ли родилась 10 июня 1989 года во вьетнамском городе Донгтхап и была младшим ребёнком в семье.
В 2008 году Тхьен Ли приняла участие в конкурсе красоты Мисс Вьетнам Вселенная 2008, где стала второй вице-мисс, а также завоевала титул Мисс Фотогеничность.
Первоначально на конкурсе красоты Мисс Мира Вьетнам должна была представлять победительница Мисс Вьетнам Чан Тхи Тхюи Зунг, однако уже после конкурса выяснилось, что Тхюи Зунг не может представлять свою страну, так как по условиям международного конкурса к участию допускаются девушки, имеющие как минимум полное школьное образование. Такую же проблему испытывала и первая вице-мисс, поэтому право представлять Вьетнам на Мисс Мира 2008 года досталось Тхьен Ли. Об этом решении девушке сообщили лишь в конце ноября, из-за чего у неё было мало времени на подготовку к конкурсу.
На конкурсе Мисс Мира 2008 Тхьен Ли не смогла квалифицироваться в полуфиналы. Однако она завоевала титул Мисс Зрительских симпатий. Позже она помогала подготовиться к конкурсу Мисс Вселенная своей соотечественнице Во Хоанг Йен.
В 2009 году Тхьен Ли стала послом Азиатских игр в закрытых помещениях, проходивших во Вьетнаме. В её обязанности входило участие в разнообразных акциях и мероприятиях Игр, помощь в сборе средств и общение со СМИ. Своё решение о выборе Тхьен Ли организаторы Игр объяснили тем, что кроме физической красоты девушка активно занимается спортом (ежедневно Тхьен Ли делает утреннюю пробежку продолжительностью около часа), отлично знает английский язык, историю и культуру Вьетнама. В том же году её пригласили принять участие в съёмках фильма «Trần Thủ Độ». На пробах Тхьен Ли произвела хорошее впечатление на режиссёра и актёрский состав своим актёрским мастерством, однако позже девушка отказалась от съёмок из-за страха нанести ущерб своей репутации если ей придётся участвовать в неприемлемых сценах.
В 2010 году девушка поступила в американский университет Сент-Мери. Кроме того, девушка участвовала в престижном конкурсе по поиску новых моделей, организованном International Modeling & Talent Association и проходившем в Нью-Йорке.
В 2013 году Тхьен Ли стала директором конкурса Мисс Вселенная во Вьетнаме.